# 长子西征
长子西征，又称蒙古第二次西征、蒙古侵略歐洲（英語：Mongol invasion of Europe），是蒙古帝国继成吉思汗發兵西征花剌子模后的第二次大规模的西征。溯源起自1235年开始，至约1242年為止，历时约8年，因由各族宗王长子、嗣子或长孙（术赤长子斡兒答及次子拔都、窝阔台长子贵由、拖雷长子蒙哥、察合台长孙不里等）率兵西征，故称“长子西征”。這場戰爭名义上由拔都擔任总帅，實際上由速不台領軍，統領军队总数估计在十二万人以上，先後摧毀了基輔羅斯、弗拉基米尔公国等東斯拉夫列國。起自1235年春，窝阔台汗在遣阔出南征的同时，亦派遣拔都、贵由、蒙哥、不里等人西征。
13世紀以降，歷史學家都在爭論蒙古人對東歐用兵在宏觀歷史的重要性。大多數軍事史家都認為，這次軍事行動的目的在於擴充蒙古帝國的西部疆域，並透過對波蘭及匈牙利帶來致命性的攻擊，令西歐諸國震懾，從而確保蒙古帝國在歐亞邊界一帶的領土安全。

## 攻滅伏爾加保加利亞
1235年，窩闊台汗命令拔都征服俄羅斯一帶。西征軍的主力由拔都、蒙哥及貴由牽頭。
1236年春，贵由、蒙哥率军西向，历夏迄秋，进抵由保加爾人組成的伏爾加保加利亞汗國的第二大城市比里阿耳之域，与前来的术赤家族的拔都、唐古等会合。保加尔人早期居住于黑海以北及高加索一带，似为芬蘭人、斯拉夫人和突厥人的混合部落。七世纪，在可萨人的打击下，分两支逃亡，一支移居到亦的勒河（Itil，又作也的里河，即今伏尔加河）上游卡玛河汇流处，即為伏尔加保加利亚；另一支西走多瑙河上成立保加利亚第一帝国（今保加利亞）。而在此次西征中，蒙古军猛攻伏尔加保加利亚，在攻城戰中袭取了保加尔人以阵地坚固和资源丰富而闻名全世的比里阿耳城，大加屠杀，然后焚毁了这座城市。
同年冬，蒙古军循河而下。居于乌拉尔河与伏尔加河之间玉里伯里山（Ilberi）的欽察部（为突厥种氏族）主忽鲁速蛮先已遣使归款于蒙古，至是，其子班都察举族迎降。另一部落首领八赤蛮（Bachman）坚持抵抗，他们隐伏在伏尔加左岸的丛林中，不时对蒙古军袭击。1237年初春，蒙古军以猎圈形进行搜索，八赤蛮被迫逃至宽田吉思海（里海）的一个小岛上。蒙哥率军乘风破浪，生擒八赤蛮。附近的阿兰部（Asut）、哈赤儿兀库剌（Qachir Ukula）亦被征服。不里阿耳与钦察部的征服，使西进斡罗思的门户大开。蒙古军队从此没有后顾之忧，可以无所顾忌地发起强大多的远征。

## 斡罗思的征服

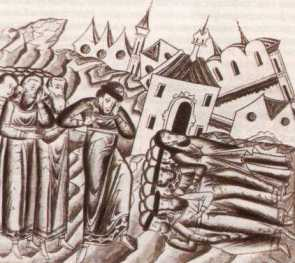
重返弗拉基米尔的雅罗斯拉夫·弗谢沃洛多维奇，俄羅斯中世紀版畫。

1237年秋，各王子一起集会，决定从东北斡罗思乘冬直入，穿过莫尔多瓦人地区。1237年12月，抵達今俄羅斯中部梁贊州、奥卡河中流的梁赞大公国。蒙古派出使者，要求投降和纳贡：无论高低贵贱，均需缴纳其所有财富之十分之一。梁赞人拒绝，蒙古军便包围其都城，经过五天激战；同年12月21日，蒙古军攻克苏兹达尔，并焚毁了这座城市。
1238年，又进逼莫斯科，摧毁了这一城市。蒙古军对莫斯科的占领不仅完成了对弗拉基米尔公国的侧翼包围，同时也直接威胁包括诺夫哥罗德公国的北部斡罗思全境。同年2月，蒙古军包围弗拉基米尔城，蒙哥亲自率领主力猛攻，于六天后的2月8日攻克。然后又相继攻陷其余城。之后，由孛栾台率领的蒙古大军立即向北推进。3月4日，尤里二世大公率领迎战的军队在錫季河地区被蒙古军全歼。由于担心春天将至，冰雪融解，道路泥泞难行，蒙古军便撤军向南行进。在途经小城科泽利斯克时，蒙古军以为城小易取，发起攻击，却遭到了出乎意料的顽强抵抗，城中军民拼死抵抗，直至最后一批抵抗者都英勇牺牲。蒙古军被阻滞城下长达七个星期，并因此付出了沉重的代价，便撤至顿河下游盆地进行整頓。
1239年，蒙哥进攻阿速，包围其都城，历时三月之久才攻下（1240年1月）。又向切尔克斯人发起进攻，杀其国王。昔班、不里等部侵入劫掠克里米亚半岛，别儿哥则率军进攻钦察。该年秋，贵由、蒙哥奉诏东还。1240年，蒙古军经过休整后重新西进。入秋后，攻占并摧毁了佩列亚斯拉夫和切尔尼戈夫两座城市，又进逼基辅，蒙古军派使者劝降，但使者被杀。于是蒙军大举进攻，数日后（12月6日）攻克该城，大肆烧杀抢掠，彻底摧毁了整座城市。然后蒙古军继续挥师西进，乌克兰右岸一些低级公爵全部臣服于蒙古。

## 进掠波兰与匈牙利
1241年春，蒙古军兵分两路，主力由拔都及其诸兄弟、骁将速不台率领入侵入侵匈牙利，另一支由拜答儿、兀良合台（速不台之子）率领入侵波兰，借以消除主力军在匈牙利时可能来自右翼的威胁。3月，拜答儿率军渡河至克拉科夫附近，一路烧杀抢掠，但在即将抵达克拉科夫时突然佯装退却，波兰军不知有诈，全军追击，在赫梅尔尼克遭到蒙古军主力埋伏，惨败而逃。蒙古军直逼克拉科夫，波列斯瓦夫四世弃城逃跑，蒙军纵火焚烧该城。随后拜达尔率军进入西里西亚，對此西里西亚將主力重心從首都弗罗茨瓦夫轉移至萊格尼察。波兰大公、西里西亚公爵亨里克二世在莱格尼察集结了西里西亚及波兰军队，再加上摩拉維亞公國、日耳曼人与圣殿骑士团的援軍，共八千人，分作五路迎击。蒙古军进逼莱格尼察，亦分五路迎击。4月9日，两军开战，最终波蘭联军损失惨重。蒙古人从每一具敌尸上割下一只耳朵，据记载共计有九大包，但此战也令蒙古军遭受不小的损失。
而在莱格尼察战役前夕，亨里克的姐夫、波希米亚国王瓦茨拉夫一世正在集結約五萬人前來參戰，但還需要幾天的時間才能到位，蒙古军在一个月的战斗中也损失较大，无把握正面击败瓦茨拉夫的军队；为了确保在波兰的军事行动，蒙古軍沒有完成對弗罗茨瓦夫的圍攻，便先行至莱格尼察截擊亨里克並取得勝利。瓦茨拉夫一世獲知戰況後試圖轉往圖林根和薩克森集結增援，儘管蒙古军的一支先鋒隊在克沃茲科追上他，但被瓦茨拉夫一世的军队擊敗，然而此後蒙古军仍持續牵制瓦茨拉夫一世的军队以阻擾其增援行動；同時在1241年4月至5月，蒙军分成许多小部队，向南侵入摩拉维亚，烧杀抢掠、大肆破坏，几乎将该地区夷为平地，只有城堡和防禦工事倖存，使其丧失补给能力。随后蒙古军直达波希米亚与奥地利边境，並進一步與入侵匈牙利的軍隊合流，而瓦茨拉夫一世與一些德意志諸侯會合，但他盡可能只監視在摩拉維亞的蒙古人而不尋求戰鬥，因為匈牙利國王曾建議他這樣做。
1241年3月，拔都以匈牙利收留庫曼人難民為由，指揮蒙古军兵分三路入侵匈牙利。昔班北取波兰与摩拉维亚之间，合丹由东面摩尔达维亚，拔都由加里西亚分道突进。蒙古军进逼佩斯城，匈牙利國王贝拉四世征集马扎儿援军六万人出战，蒙古军再次佯装退却。4月，贝拉四世被引至蒂薩河畔，扎营于西岸，分兵约一千人驻守桥梁。入夜之后，拔都所率蒙古军发起进攻，迅速夺取了桥梁，速不台率军涉水而渡，很快包围了匈牙利军营。贝拉四世的军队几乎被全歼，他只身逃跑。随后蒙古军攻陷佩斯，纵火焚烧该城，大肆屠杀居民。6月間，蒙古軍的前锋部队已抵达维也纳近郊，奧地利公爵腓特烈二世在摩拉瓦河使蒙古軍的攻勢受阻而撤出；對此做出紀錄的三部編年史中，有兩部指出蒙古軍撤出時並沒有受到損失，有一部說蒙古軍有受到較大損失。此后，蒙古军暂无进一步行动，仅是合丹率军追赶贝拉四世，贝拉四世被迫逃到亚德里亚海一小岛避难。合丹未能俘虏贝拉四世，便返回匈牙利，途中又洗劫了科托尔城。
但在另一方面，神聖羅馬帝國的皇帝腓特烈二世無視了拔都的勸降信，他在6月間指出蒙古軍正在使用掠奪自匈牙利的盔甲，並對施瓦本、奧地利和波希米亞等所有附庸做出指示，要求避免與蒙古軍進行野戰、要在每個堡壘和據點中囤積所有糧食儲備、武裝所有可能的徵召兵和普通民眾以及採用蒙古軍沒有其技術優勢的弓弩等事項，亦聯絡英王亨利三世、法王路易九世等多個天主教國家作出應對，在此同時包括意大利在內的整個神聖羅馬帝國都在瘋狂地加固城堡和城市，其子德意志國王康拉德四世還曾在7月間邊境受到威脅的期間短暫組成對抗蒙古的十字軍以作備戰。
1241年夏秋之际，蒙古军驻营多瑙河左岸，纵兵劫掠科爾新堡等周围地区。12月下旬，蒙古军進入匈牙利西部、奧地利東部和摩拉維亞南部。12月25日，拔都帶領蒙古军趁多瑙河结冰越过该河，隔年初圍剿匈牙利的首都埃斯泰爾戈姆，之後又襲擊了維也納新城和科爾新堡。但由於窝阔台已在不久前於1241年12月11日去世，数月后消息传来，拔都因汗位继承问题撤军东归，合丹军也準備与拔都会合而东返。

## 入侵東歐地區
1242年3月下旬或4月上旬，合丹軍經過波士尼亞，間接逼退了佔據波士尼亞的匈牙利人十字軍，然後進入塞尔维亚地區，對諸多城鎮造成嚴重破壞，只有尚屬威尼斯共和国的杜布羅夫尼克一帶重於防禦而受損較輕。接著合丹軍和來自多瑙河對岸的拔都軍轉入保加利亞，期間曾傳出掛名保加利亞沙皇的軍隊在一個關口擊敗一支蒙古軍，但蒙古軍終究還是成功攻入了保加利亞，當時的保加利亞首都大特尔诺沃和黑海港口安基阿盧斯等重要都市都受到重創，之後保加利亞被迫向蒙古人進貢，至少持續到西征之後的1253年，到了1260年代時又臣服於匈牙利。
同年夏，蒙古軍在穿過保加利亞南部時和由十字軍建立的拉丁帝国（偽東羅馬帝國）起衝突，拔都似乎有意以色雷斯作為據點進攻君士坦丁堡，而拉丁皇帝鮑德溫二世自1239年起為逃離蒙古人的庫曼人提供庇護，可能被蒙古軍以此為由發動進攻，起初鮑德溫二世在保加利亞人或拉丁人的幫助下於第一場戰爭中勝過蒙古軍，但在第二場戰爭被蒙古軍擊敗，由此鮑德溫二世可能被俘而一度失聯被誤傳死訊，事後可能以進貢之類的賠償為條件換取蒙古軍罷手，不久後蒙古軍退出了歐洲，但日後鮑德溫二世仍與蒙古保持外交往來，他曾於1251至1252年間派遣使節海諾的鮑德溫前往蒙古首都哈拉和林，他亦曾於1253年為前赴蒙古的法國使節鲁不鲁乞寫推薦信引薦給欽察汗國可汗、拔都之子撒里答，之後鲁不鲁乞紀錄其目睹向蒙古進貢的他國使節中包括保加利亞，但並未提及拉丁帝國。
1243年初，結束此次西征的蒙古軍抵达伏尔加河下游的拔都驻地。

## 參看
- 蒙古征戰
- 蒂薩河之戰

## 外部連結
- Medieval History: Mongol Invasion of Europe （页面存档备份，存于）
- The Islamic World to 1600: The Golden Horde